# NTTDoCoMo川崎ビル
NTTドコモ川崎ビル（エヌティティドコモかわさきビル）は、神奈川県川崎市川崎区に建つ超高層ビルである。
同社の品川・墨田・代々木等の各ビル同様、NTTドコモグループのノードビル（電気通信設備の収用を主たる目的とした建物）として、JR川崎駅近くの、川崎駅と八丁畷駅を結んでいた貨物線跡地に建設され、2002年8月に竣工した。最上部には3基の通信用の塔がある。施工は大成建設で、S積層工法が採用された。20kwの太陽光発電設備と、コジェネレーションシステムが取り入れられている。2021年まで1階はドコモショップ川崎駅前店が営業していた。。